# Карусель (телеканал)
Карусель  — російський федеральний телеканал для дітей та підлітків. Мовить цілодобово з Москви, з телецентру "Останкіно" (АСК-3). Є найбільшим за охопленням дитячим каналом Росії. Середньодобова аудиторія у містах Росії 2020 року становила 328 тисяч людей. Спільний проект “Перший канал. Всесвітня мережа» та «ВГТРК». Почав мовлення 27 грудня 2010 о 5:00 показом програми «Приг-Скок Команда». Позиціонується як головний російський дитячий канал у світі.
Вік цільової аудиторії – від 4 до 99 років. Мовна концепція та формати ефіру розробляються за участю дитячих психологів та педагогів. Виробництвом програм займаються як «ВГТРК», і «Перший канал. Всесвітня мережа», і сторонні виробники («АТВ», «ВайТ Медіа», «M-production», «АРС», «АСС-ТВ»). Основу ефіру (близько 60%) становлять пізнавальні та розважальні програми свого виробництва, решта - російські та зарубіжні художні та анімаційні фільми.
Міжнародна (зарубіжна) назва телеканалу - Carousel International  (також зустрічається - Karusel).

## Концепція
Дитячо-юнацький канал «Карусель» було створено на базі телеканалів «Теленяня» (ЗАТ «Перший канал. Всесвітня мережа», до 2007 — «Ерудит») та «Бібігон» (ФГУП ВДТРК) 27 грудня 2010 року. Ще 24 червня 2009 року президент Росії Дмитро Медведєв підписав указ про об'єднання до 1 січня 2011 року «Теленяни» та «Бібігона» в єдиний дитячо-юнацький канал.

### Сітка мовлення
Ефір включає дитячі програми, телесеріали, мультфільми, мультсеріали та художні фільми. У 2014 році в будні дні близько 66% основного часу транслювалися мультсеріали, 21% – передачі, 6% – телесеріали, 5% – художні фільми, 2% – мультфільми. У вихідні на мультсеріали було виділено 25 % ефіру, телесеріали — 15 %, художні фільми — 14 %, передачі — 19 %, мультфільми — 27 %.
Був одним із двох федеральних телеканалів (разом із телеканалом «Росія-Культура»; до запуску ОТР), які вели мовлення без реклами (з 2011 року — спонсорські ролики). 2014 року на телеканалі з'явилася реклама. Спочатку серед рекламних роликів були представлені різні товари для дітей, але через залучення жіночої аудиторії старше 40 років (за результатами телеізмереній) з'явилась реклама продуктів і харчування та ліків.
На телеканалі показують мультсеріали: «Фіксики», «Смурфи», «Дружба — це диво», «Маша та Ведмідь», «Лунтик та його друзі», «Смішарики», «Везуха!»«Пригоди бджілки Майї» та інші. Передачі діляться на спортивні («Олімпійці», «Пріг-скок команда» ін.), музичні («Неовечеринка», «Смішні свята» ін.), культурно-просвітницькі («Історія мистецтв у місці з Хрюшею та Філею» та ін. ), кулінарні («Маленький шеф», «Неокухня», та ін), про тварин («Від носа до хвоста», «Життя чудових звірів», та ін), інтелектуальні («Питання на засипку», «Один проти всіх» та інших.), навчальні («Давайте малювати», «Лови момент» та інших.), і наукові («Природознавство. Лекції + Досвіди», "Проста наука").У 2014 році телеканал отримав ексклюзивні права на трансляцію всієї колекції кіностудії «Союзмультфільм» - у загальній сумі 250 годин «золотої колекції». У 2016 році на каналі почав виходити перший дитячий освітній серіал, який навчає правилам дорожнього руху «Сім'я Світлофорових».
У 2017 році в ефірі телеканалу "Карусель" транслювався мультфільм "Hanazuki: Full of Treasures".
У 2021 року канал транслював конкурс «Дитяче Євробачення»[28]

## Власники
Телеканал де-факто на 100% належить державі - по 50% АТ «Перший канал. Всесвітня мережа» та «ФГУП ВДТРК». Управління телеканалом здійснює АТ «Карусель» (до квітня 2017 року – ЗАТ). З квітня 2017 року до структури управління телеканалом внесено зміни, результатом яких стало запровадження двох постів (від кожного засновника) генеральних директорів та головних редакторів.

## Керівництво

### Генаральні директора
- Микола Дубовий (Перший канал. * Всесвітня мережа, 2010-2015)
- Тетяна Циварєва (ВДТРК, 2015-2017)
- Олексій Єфімов (Перший канал. Всесвітня мережа, з 2017 року)
- Ігор Іванов (ВДТРК, з 2017 року)

### Головні редактори
- Тетяна Циварєва (2010—2015, з 2017 року — ВДТРК[31]) — керівник студії дитячих та юнацьких програм ВДТРК у 2010—2015 роках
- Віра Оболонкіна (з 2015 року, з 2017 року —
- Перший канал. Всесвітня мережа) — директор Департаменту дитячих та юнацьких програм ЗАТ (АТ) «Перший канал. Всесвітня мережа» з 2015 року.

### Головні продюсери
Посада існувала з грудня 2010 до березня 2015 року, зараз повноваження продюсера виконують головні редактори телеканалу.
- Катерина Соколова — головний продюсер Дирекції тематичного мовлення у редакції дитячих та юнацьких програм ЗАТ «Перший канал. Всесвітня мережа»
- Олександр Гуревич - заступник керівника студії дитячих та юнацьких програм ВДТРК.

## Нагороди та премії
Телеканал двічі ставав переможцем у номінації «Кращий дитячий канал» у престижній Європейській премії у галузі тематичного телебачення Hot Bird TV Awards.
У січні 2014 року творці дитячо-юнацького телеканалу «Карусель» стали лауреатами премії Уряду Російської Федерації в галузі засобів масової інформації за 2013 рік.
23 листопада 2017 року сайт телеканалу отримав статуетку премії Рунету-2017 у номінації «Здоров'я, розвага та відпочинок».
У 2020 році канал отримав премію «ТЕФІ-KIDS» у номінаціях «Щоденна інформаційна програма для дітей», «Найкращий анімаційний серіал», «Найкращий телеканал для дітей» та «Найкраща музика для дитячої програми».

## Мовлення
Телеканал "Карусель" входить до першого мультиплексу цифрового телебачення Росії.
З 1 вересня 2011 по 22 липня 2019 року мовив у трьох поясних версіях - +0 (Московський час), +3 (Омський час) і +7 (Владивостокський час).
З 23 липня 2019 року по сьогодні мовить у п'яти поясних версіях — «+0» (Московський час), «+2» (Єкатеринбурзький час), «+4» (Красноярський час), «+7» (Владивостокський час) та "+8" (Магаданський час).
Також мовить за кордоном під назвою Carousel International. Міжнародна версія має невеликі зміни у сітці передач порівняно з російською.
До вересня 2016 «Карусель» був одним з небагатьох російських телеканалів, який знаходився в списку адаптованих іноземних телеканалів та мовив на території України. Трансляцію телеканалу заборонили на території України за порушення закону «Про рекламу» та за суперечність статті 28 Закону України «Про інформацію».
У Болгарії, Литві, Латвії, Естонії, Чехії, Словенії, Кіпрі та Франції цей канал доступний також як кабельний.
2014 року замінив собою український телеканал СТБ у Криму після анексії півострову в  2014 році.
З 1 березня 2017 року телеканал перейшов на мовлення у форматі 16:9. З 27 березня 2020 року почалося мовлення телеканалу у форматі високої чіткості в цифровому HD-мультиплексі на 58 ТВК у Москві та Підмосков'ї.
Для поширення трансляції телеканалу «Карусель» та каналів «Перший канал», НТВ, «Телерадіокомпанія „Петербург", «ТВ Центр» і «Матч ТВ», у містах із чисельністю населення менше 100 000 чоловік, у грудні 2021 року влада виділила 7,954 млрд рублів.

## Логотипи
- З 27 грудня 2010 року по 29 грудня 2019 року логотипом було 5 кольорових кіл у об'ємному стилі, де посередині було написано об'ємним шрифтом "Карусель". Перебував у правому верхньому кутку
- З 30 грудня 2019 року до теперішнього часу логотип змінився на круги плоского стилю, а кольори змінилися місцями, посередині було написано "Карусель". Знаходився у правому верхньому кутку.